# Institución de Máxima Seguridad Riverbend
Institución de Máxima Seguridad Riverbend (RMSI) es una prisión en Nashville, Tennessee, Estados Unidos, operada por el Departamento de Corrección de Tennessee. La prisión abrió en 1989 y reemplazó a su vecina de 100 años, el Penitenciaría Estatal de Tennessee. RMSI, que está compuesta por 20 edificios diferentes, se encuentra en una superficie de 132 acres (0,5 km²) ubicada en Cockrill Bend Boulevard en Nashville. La capacidad designada de Riverbend es de 786 internos. De ese número, 480 están clasificados como de alto riesgo.
La misión general de la prisión es garantizar la seguridad del público, los empleados del departamento y los internos mediante la gestión de internos masculinos de alto riesgo. El alcaide supervisa un personal de casi 400 personas, incluyendo trabajadores administrativos, oficiales correccionales, gerentes de unidad y personal médico.
Los programas educativos en la prisión incluyen GED y educación básica para adultos. También hay clases vocacionales disponibles en impresión, limpieza comercial, mantenimiento industrial, fabricación de gabinetes/carpintería y sistemas de información computacional. TRICOR, la industria penitenciaria, también administra una planta de entrada de datos y una imprenta en la prisión. Los internos que no participan en programas académicos, vocacionales o industriales deben trabajar en roles de apoyo en toda la instalación.
Los reclusos masculinos en el corredor de la muerte viven en Riverbend. La silla eléctrica y la camilla de inyección letal del estado están ubicadas en Riverbend.

## Reclusos notorios
- Cory Lamont Batey – violador en el Caso de violación de Vanderbilt, cumpliendo 15 años.
- Letalvis Cobbins – condenado por los Asesinatos de Channon Christian y Christopher Newsom en 2007.[2]
- Michael Lee Cummins – autor de los Asesinatos del condado de Sumner de 2019, en los que asesinó a 8 personas, incluyendo a su madre, padre y tío.[3][4][5] Una novena víctima, su abuela, murió a causa de las heridas en 2022.[6] Cumpliendo 8 cadenas perpetuas sin posibilidad de libertad condicional
- George Hyatte – condenado por el asesinato del oficial de transporte correccional de Tennessee Wayne "Cotton" Morgan tras declararse culpable de un robo y su esposa, Jennifer Forsyth Hyatte, disparó fatalmente al oficial en el Palacio de Justicia de Kingston, condado de Roane, Tennessee, el 9 de agosto de 2005. Sentenciado a cadena perpetua sin posibilidad de libertad condicional el 9 de marzo de 2009.
- Bruce Mendenhall – asesino y presunto asesino en serie
- Paul Dennis Reid – asesino
- Emanuel Kidega Samson – autor del Tiroteo en la Capilla Burnette de 2017 en el que asesinó a la feligresa Melanie Crow e hirió a 7 más,[7][8][9][10] cumple cadena perpetua sin posibilidad de libertad condicional más 291 años.

### Condenados a muerte
- Byron Lewis Black – sentenciado a muerte el 10 de marzo de 1989 por los Asesinatos de la familia Clay en 1988.
- Lemaricus Davidson – sentenciado a muerte el 30 de octubre de 2009 por el secuestro, violación, tortura y Asesinatos de Channon Christian y Christopher Newsom en 2007.[11][12]
- Jessie Dotson – sentenciado a muerte el 12 de octubre de 2010 por el asesinato de seis personas en 2008. Dotson recibió seis condenas a muerte por el crimen.
- Henry Eugene Hodges – asesino en serie condenado a muerte el 30 de enero de 1992 por el asesinato de Ronald Allen Bassett en 1990.
- Henry Lee Jones – sentenciado a muerte el 19 de mayo de 2009 por los asesinatos de una pareja anciana en 2003.
- Donald Ray Middlebrooks – sentenciado a muerte el 22 de septiembre de 1989 por la tortura y asesinato de Kerrick Majors en 1987.

### Ejecutados
- Robert Glen Coe – violador y asesino de niños; ejecutado por inyección letal el 19 de abril de 2000.
- Sedley Alley – condenado por la tortura, violación y asesinato de Suzanne Marie Collins en 1985; ejecutado por inyección letal el 28 de junio de 2006.
- Philip Workman – asesino; ejecutado por inyección letal el 9 de mayo de 2007.
- Daryl Holton – asesino de niños; ejecutado en la silla eléctrica el 12 de septiembre de 2007.
- Billy Ray Irick – violador y asesino de niños; ejecutado por inyección letal el 9 de agosto de 2018.
- Edmund Zagorski – asesino; ejecutado en la silla eléctrica el 1 de noviembre de 2018.
- David Earl Miller – condenado por el asesinato de Lee Standifer en 1981; ejecutado en la silla eléctrica el 6 de diciembre de 2018. Fue el preso en el corredor de la muerte que más tiempo estuvo en Tennessee antes de su ejecución.
- Stephen Michael West – condenado por los asesinatos de Wanda y Sheila Romines en 1986; ejecutado en la silla eléctrica el 15 de agosto de 2019.
- Leroy Hall Jr. (alias Lee Hall) – condenado por el asesinato de Traci Crozier en 1991; ejecutado en la silla eléctrica el 5 de diciembre de 2019.
- Nicholas Todd Sutton – asesino en serie; ejecutado en la silla eléctrica el 20 de febrero de 2020.
- Oscar Franklin Smith – asesino; ejecutado por inyección letal el 22 de mayo de 2025.